# Коктебельское кладбище
Коктебельское кладбище — некрополь у холма Кутлук, в западной части посёлка Коктебель, Крым, Горная улица.

## История
Возникло как кладбище при селении Коктебель, сложившемся как дачное место в конце XIX века. Здесь хоронили местных жителей, среди них известные коктебельцы, одни из первых жителей Коктебеля — доктор П. фон Теш, бабушка и мать Максимилиана Волошина, члены семьи основателя курорта Коктебель Э. А. Юнге (Ф.Э. Юнге, А.Э. Юнге, М.А. Юнге) , члены семьи Стамовых, последний настоятель коктебельской церкви о. Михаил Синицын.
Тут расположены могилы педагога, переводчицы, спутницы Марии Волошиной Анны Кораго, скульптора Ариадны Арендт, захоронен умершие во младенчестве сын Анастасии Цветаевой Алеша Минц-Цветаев и сын художника В. Н. Курдюмова — Алик, певица Мария Дейша-Сионицкая, художник Наталья Северцова, поэты Ирина Махонина и Инна Городецкая, пианистка Магда Мацулевич и другие.

## В литературе
На горе от зноя жёлтой,
Иероглифы могил.
Я брожу меж обелисков,
Замирая и без сил.
Елена Старцева

## Известные захоронения
- Александр Георгиевич Габричевский (1891—1968) — советский историк и теоретик искусства, искусствовед, литературовед, переводчик[10].
- Татьяна Гагарина (1941—1991) — скульптор
- Анатолий Григорьев (1903—1986) — скульптор
- Мария Николаевна Изергина (1904—1998) — пианистка, певица
- Мирэль Шагинян (1918—2012) — живописец
- Анатолий Николаевич Яновский (1919—1990) — советский писатель-прозаик